# Frauen-Handballnationalmannschaft der Republik Kongo
Die kongolesische Frauen-Handballnationalmannschaft vertritt die Republik Kongo (von 1969 bis 1981 die Volksrepublik Kongo) bei Länderspielen und internationalen Turnieren im Frauenhandball.

## Geschichte
Seit der Afrikameisterschaft 1976 nahm die Auswahl stets an den Afrikameisterschaften teil, dabei holte sie vier Mal den Meistertitel, ebenfalls vier Mal belegte das Team Platz 2 und fünf Mal Platz 3. Im Jahr 1980 nahm die Mannschaft aus der Volksrepublik Kongo an den Spielen der XXII. Olympiade in Moskau teil.

## Teilnahme an internationalen Turnieren

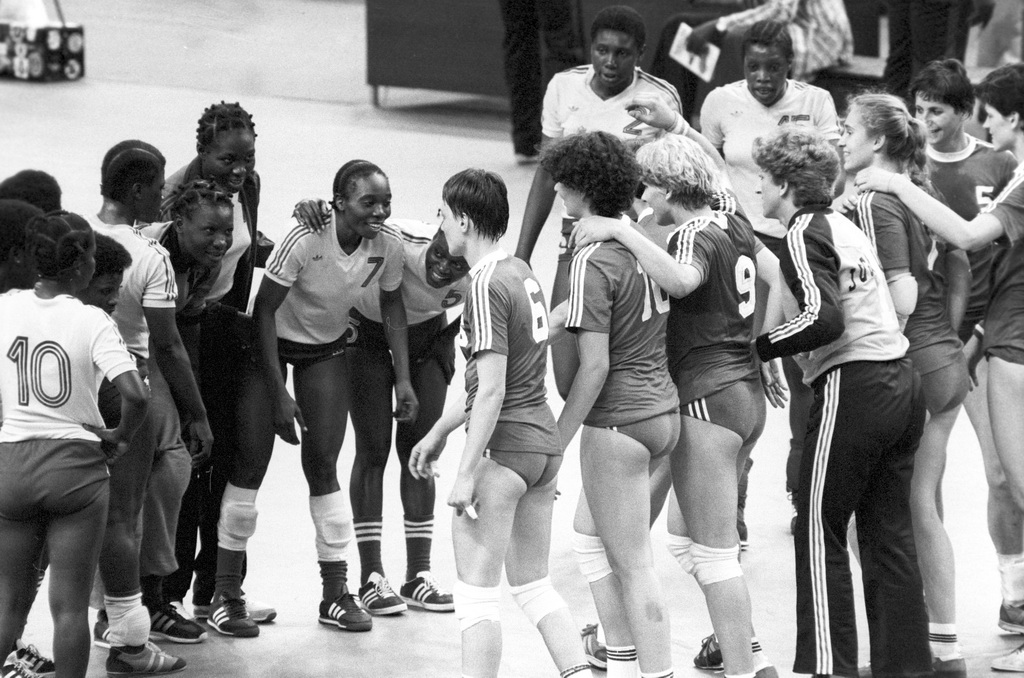
Die kongolesische Auswahl bei den Olympischen Spielen 1980 vor der Partie gegen Jugoslawien

### Weltmeisterschaft
- Weltmeisterschaft 1982: 12. Platz (von 12 Teams)
- Weltmeisterschaft 1999: 22. Platz (von 24 Teams)
- Weltmeisterschaft 2001: 22. Platz (von 24 Teams)
- Weltmeisterschaft 2007: 17. Platz (von 24 Teams)
- Weltmeisterschaft 2009: 20. Platz (von 24 Teams)
- Weltmeisterschaft 2021: 23. Platz (von 32 Teams)
Team: Ruth Kodia (eingesetzt in 6 Spielen / 0 Tore erzielt), Kimberley Rutil (6/10), Klenn Divoko (6/6), Diane Yimga (6/24), Mercianne Hendo (6/2), Belvina Mouyamba (6/11), Avelle Ntondele (6/2), Magalie Bazekene (6/0), Richca Obangue (6/1), Patience Okabande (6/6), Betchaïdelle Ngombele (6/19), Joséphine Nkou (6/5), Fanta Diagouraga (6/19), Sharon Dorson (5/17), Rita Saraiva (6/8), Kassandra Jappont (6/5);[1] Trainer war Younes Tatby.
- Weltmeisterschaft 2023: 26. Platz (von 32 Teams)
Team: Malvina Suzane Apendi Ndzila (3/0), Fanta Diagouraga (7/38), Neida Klenn Divoko Kangou (3/2), Eugenia Ventura Domingos (7/14), Sharon Lea Dorson (1/3), Mercianne Hendo (4/2), Kassandra Jappont (7/20), Ruth Kodia (6/1), Suzanne Bellette Mambou (6/15), Hermida Chanaelle Mongo Makouala (7/8), Ruptia Chrishna Mouele Missamou (4/1), Betchaïdelle Ngombele (7/31), Diane Gaelle Nguekwian Yimga (7/6), Joséphine Nkou (7/12), Alicia Louise Ntessi (6/0), Jonedie Balotinelle Olikaka (3/6), Kimberley Rutil (7/20), Rita Luana Saraiva (7/9), Grace Zoubabela (4/1)[2]
Trainer: Younes Tatby

### Afrikameisterschaft
- Afrikameister 1979, 1981, 1983 und 1985
- Teilnahme an allen Turnieren seit der zweiten Austragung 1976

### Olympische Spiele
- Spiele der XXII. Olympiade 1980 in Moskau: 6. Platz (von 6 Teams)